# Colobostruma alinodis
Colobostruma alinodis é uma espécie de formiga do gênero Colobostruma, pertencente à subfamília Myrmicinae.